# Copán Ruinas
Copán Ruinas (uit het Spaans: "Ruïnes van Copán") is een gemeente (gemeentecode 0404) in het departement Copán in Honduras. De gemeente is bekend omdat in de directe omgeving de resten van de Mayastad Copán liggen.
De gemeente grenst aan Guatemala. Copán Ruinas ligt in het Dal van de Copán, tussen de rivieren Copán en Cacahuatal. Op de bergen rondom het dal groeien pijnbomen.
Vanwege de ruïnes wordt het dorp het veel door toeristen bezocht. Ook zijn er veel kleine taalscholen waar men Spaans kan leren. Meestal verblijft men dan enkele weken bij een plaatselijke familie. Er zijn veel hotels en restaurants.
Behalve de Maya-ruïnes ligt in de gemeente het vogelpark Montaña de la Guara. In het dorp El Zapote ligt een waterbron die volgens de bewoners medicinale eigenschappen heeft.
Ondanks de vele toeristen is het een arme gemeente. De HDI bedraagt 0,503. Het analfabetisme bedraagt 60,8%, en 55,1% van de bevolking is ondervoed.

## Bevolking
De bevolking is als volgt verdeeld:
| Vrouwen | 20.181 | 50,2% |
| Mannen  | 20.038 | 49,8% |

## Dorpen
De gemeente bestaat uit 50 dorpen (aldea), waarvan de grootste qua inwoneraantal: Copán Ruinas (code 040401), Agua Caliente (040403) en Ostuman (040439).

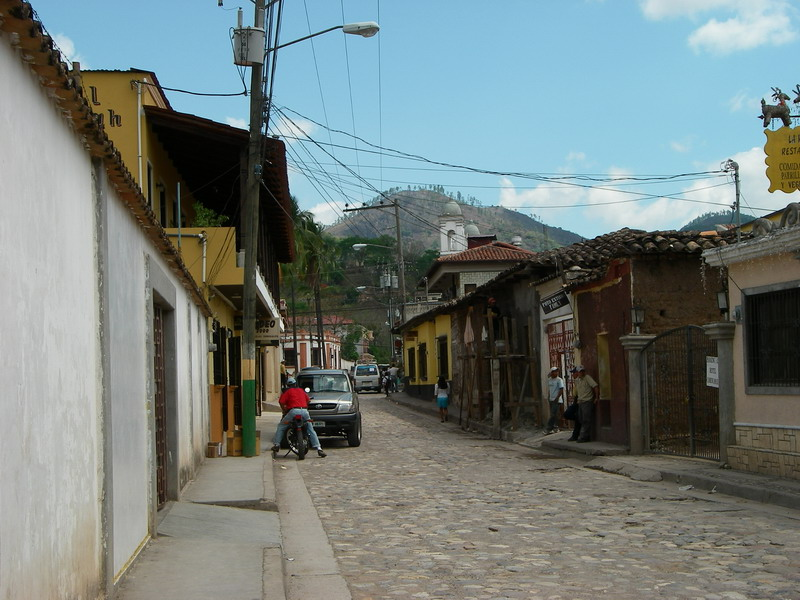
Straat in Copán Ruinas